# Marinescheepswerf Pendik
De marinescheepswerf Pendik (Turks: Pendik Donanma Tersanesi) is een militaire scheepswerf van de Turkse marine, gelegen aan de noordoostkust van de zee van Marmara in Tuzla, Istanboel, Turkije. De scheepswerf is de grootste scheepswerf van Turkije.